# Echinocereus cinerascens
Echinocereus cinerascens är en kaktusväxtart som först beskrevs av Dc., och fick sitt nu gällande namn av H.P. Kelsey och William Adams Dayton. Echinocereus cinerascens ingår i släktet Echinocereus och familjen kaktusväxter.

## Underarter
Arten delas in i följande underarter:
- E. c. cinerascens
- E. c. septentrionalis
- E. c. tulensis

## Bildgalleri

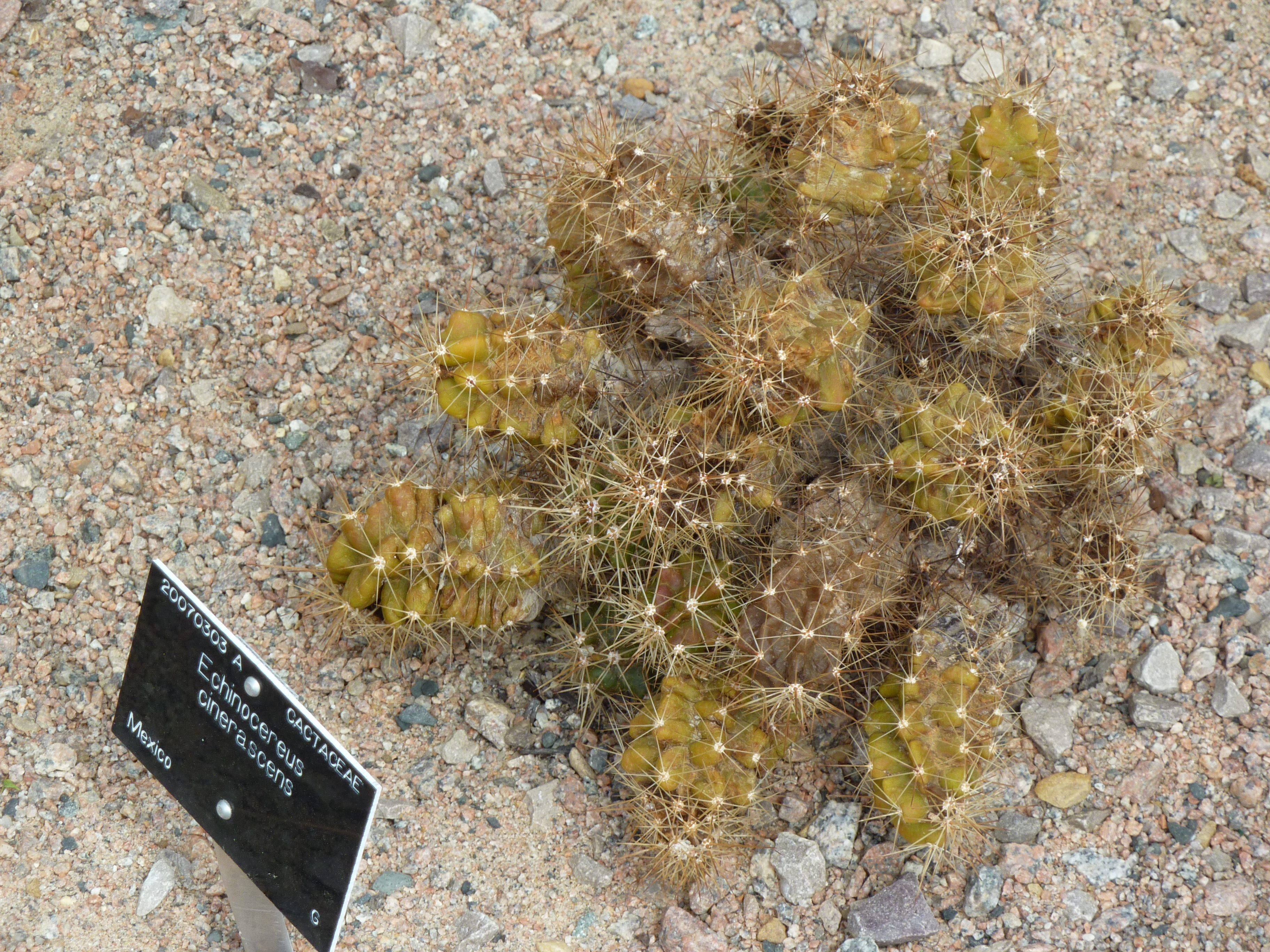
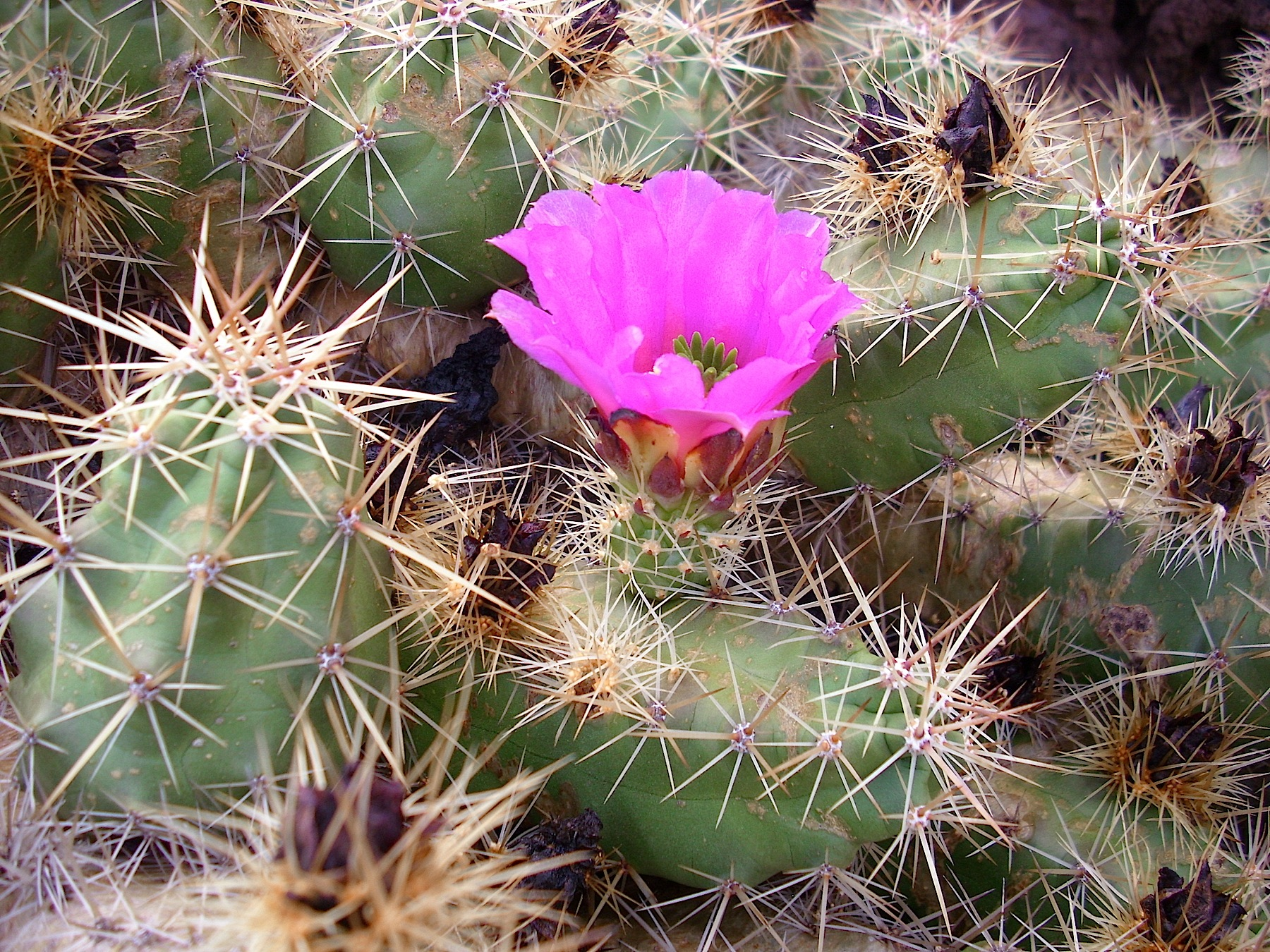
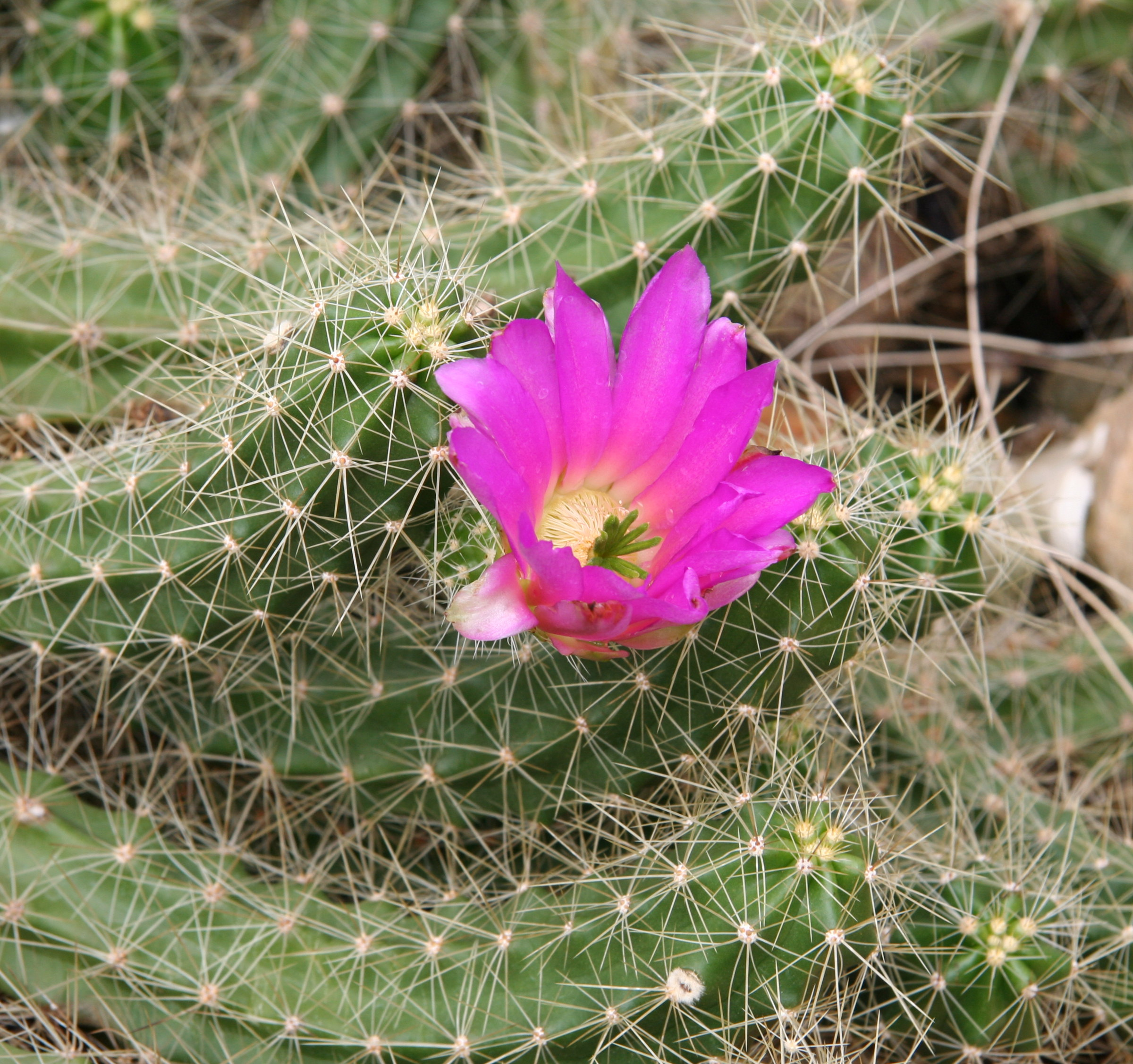
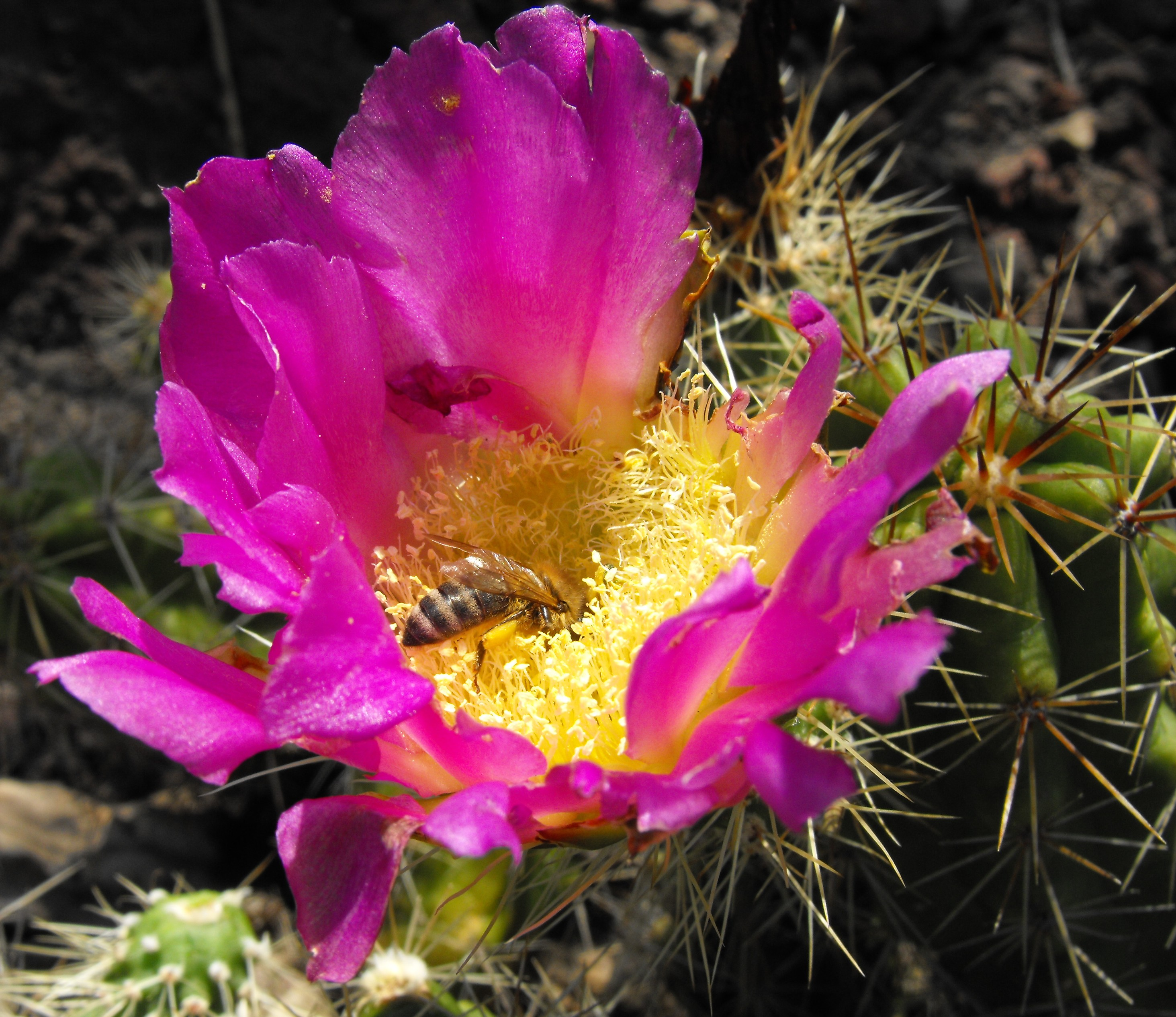